# Alfabeto camboyano
El alfabeto camboyano o jemer (en camboyano: អក្សរខ្មែរ)es un antiguo alfabeto bráhmico utilizado para escribir el idioma camboyano o jemer, la lengua oficial de Camboya y además dio origen a otros alfabetos de la región como el tailandés y el laosiano.
La escritura camboyana fue adaptada de la escritura pallava, que en última instancia desciende de la escritura Tamil-Brahmi, que se utilizó en el sur de la India y el sudeste asiático durante los siglos V y VI d. C. La inscripción más antigua en jemer se encontró en el distrito de Angkor Borei en la provincia de Takéo, al sur de Phnom Penh, y data del 611.
El camboyano se escribe de izquierda a derecha. Las palabras dentro de la misma oración o frase generalmente se colocan juntas sin espacios entre ellas. Cuando hay un grupo consonántico dentro de una palabra se "apila", y la segunda (y ocasionalmente la tercera) consonante se escribe en forma reducida bajo de la consonante principal. Originalmente había 35 caracteres consonantes, de los que se siguen usando 33. Cada carácter representa un sonido consonante junto con una vocal inherente, ya sea â o ô; normalmente, en ausencia de otra marca de vocal, la vocal inherente se pronuncia después de la consonante.
El alfabeto camboyano moderno difiere algo de las formas precedentes que se ven en las inscripciones de las ruinas de Angkor. Los alfabetos tailandés y laosiano son descendientes de una forma más antigua de la escritura jemer.

## Consonantes
Hay 35 símbolos consonánticos en jemer, aunque el alfabeto moderno sólo usa 33, los otros dos están obsoletos. Cada consonante tiene una vocal inherente de /ɑ/ o /ɔ/. Estas vocales inherentes se utilizan para determinar la pronunciación de los dos registros de fonemas vocálicos representados por las vocales diacríticas. Las consonantes tienen formas suscritas que se usan para escribir grupos de consonantes. También a veces llamadas "sub-consonantes", las consonantes suscritas se parecen a los símbolos de las consonantes correspondientes pero reducidas, en jemer, son conocidas como cheung âksâr, que significa pie de letra. La mayoría de consonantes suscritas están escritas directamente bajo otras consonantes y se usaban para escribir las consonantes finales. Sin embargo, este método de escribir ha cesado en la escritura jemer moderna, aunque se retiene en la palabra aôy.
| Consonantes | Forma suscrita | Romanización de la ONU | AFI  |
| ----------- | -------------- | ---------------------- | ---- |
| ក           | ្ក              | kâ                     | kɑ   |
| ខ           | ្ខ              | khâ                    | kʰɑ  |
| គ           | ្គ              | kô                     | kɔ   |
| ឃ           | ្ឃ              | khô                    | kʰɔ  |
| ង           | ្ង              | ngô                    | ŋɔ   |
| ច           | ្ច              | châ                    | tçɑ  |
| ឆ           | ្ឆ              | chhâ                   | tʃʰɑ |
| ជ           | ្ជ              | chô                    | tçɔ  |
| ឈ           | ្ឈ              | chhô                   | tʃʰɔ |
| ញ           | ្ញ              | nhô                    | ɲɔ   |
| ដ           | ្ដ              | dâ                     | ɗɑ   |
| ឋ           | ្ឋ              | thâ                    | tʰɑ  |
| ឌ           | ្ឌ              | dô                     | ɗɔ   |
| ឍ           | ្ឍ              | thô                    | tʰɔ  |
| ណ           | ្ណ              | nâ                     | nɑ   |
| ត           | ្ត              | tâ                     | tɑ   |
| ថ           | ្ថ              | thâ                    | tʰɑ  |
| ទ           | ្ទ              | tô                     | tɔ   |
| ធ           | ្ធ              | thô                    | tʰɔ  |
| ន           | ្ន              | nô                     | nɔ   |
| ប           | ្ប              | bâ                     | ɓɑ   |
| ផ           | ្ផ              | phâ                    | pʰɑ  |
| ព           | ្ព              | pô                     | pɔ   |
| ភ           | ្ភ              | phô                    | pʰɔ  |
| ម           | ្ម              | mô                     | mɔ   |
| យ           | ្យ              | yô                     | jɔ   |
| រ           | ្រ              | rô                     | rɔ   |
| ល           | ្ល              | lô                     | lɔ   |
| វ           | ្វ              | vô                     | ʋɔ   |
| ឝ           | ្ឝ              | shâ                    | -    |
| ឞ           | ្ឞ              | ssô                    | -    |
| ស           | ្ស              | sâ                     | sɑ   |
| ហ           | ្ហ              | hâ                     | hɑ   |
| ឡ           | ្ឡ *            | lâ                     | lɑ   |
| អ           | ្អ              | qâ                     | ʔɑ   |

## Vocales dependientes
La escritura jemer utiliza vocales dependientes, o vocales diacríticas, (conocidas en jemer como srăk nissăy o srăk phsâm) para modificar las vocales o consonantes inherentes, se llaman así porque siempre deben estar combinadas con una consonante. Para muchos de los símbolos vocálicos, hay dos sonidos o registros. El sonido de la vocal utilizada depende de la serie de la consonante dominante en un grupo silábico.
| Vocales dependientes | Romanización de la ONU | Romanización de la ONU | AFI     | AFI     |
| Vocales dependientes | serie a                | serie o                | serie a | serie o |
| -------------------- | ---------------------- | ---------------------- | ------- | ------- |
| អា                    | a                      | éa                     | aː      | iːə     |
| អិ                    | ĕ                      | ĭ                      | e       | i       |
| អី                    | ei                     | i                      | əj      | iː      |
| អឹ                    | œ̆                      | œ̆                      | ə       | ɨ       |
| អឺ                    | œ                      | œ                      | əːɨ     | ɨː      |
| អុ                    | ŏ                      | ŭ                      | o       | u       |
| អូ                    | o                      | u                      | oːu     | uː      |
| អួ                    | uŏ                     | uŏ                     | uːə     | uːə     |
| អើ                    | aeu                    | eu                     | aːə     | əː      |
| អឿ                    | eua                    | eua                    | ɨːə     | ɨːə     |
| អៀ                    | iĕ                     | iĕ                     | iːə     | iːə     |
| អេ                    | é                      | é                      | eːi     | eː      |
| អែ                    | ê                      | ê                      | aːe     | ɛː      |
| អៃ                    | ai                     | ey                     | aj      | ɨj      |
| អោ                    | aô                     | oŭ                     | aːo     | oː      |
| អៅ                    | au                     | ŏu                     | aw      | ɨw      |

| Diacríticos | Romanización de la ONU | Romanización de la ONU | AFI     | AFI     |
| Diacríticos | serie a                | serie o                | serie a | serie o |
| ----------- | ---------------------- | ---------------------- | ------- | ------- |
| អុំ           | om                     | ŭm                     | om      | um      |
| អំ           | âm                     | um                     | ɑm      | um      |
| អាំ           | ăm                     | ŏâm                    | am      | oəm     |
| អាំង          | ăng                    | eăng                   | aŋ      | eəŋ     |
| អះ           | ăh                     | eăh                    | aʰ      | eəʰ     |
| អុះ           | ŏh                     | uh                     | oʰ      | uʰ      |
| អេះ           | éh                     | éh                     | eiʰ     | eʰ      |
| អោះ           | aŏh                    | uŏh                    | ɑʰ      | ʊəʰ     |
| អៈ           |                        |                        | aʔ      | eəʔ     |

## Vocales independientes
Las vocales independientes son caracteres no diacríticos que se colocan en una palabra por sí solos (sin estar pegados a una consonantes) para representar fonemas vocálicos situados en medio de las sílabas. En jemer se denominan /sraʔ peɲtuə/, que significa "vocales completas". Las vocales independientes se utilizan en un número muy bajo de palabras, principalmente de origen indio, y consecuentemente hay cierta inconsistencia en sus usos y pronunciaciones.
| Vocales independientes | Romanización de la ONU | AFI          |
| ---------------------- | ---------------------- | ------------ |
| ឥ                      | ĕ                      | ʔe           |
| ឦ                      | ei                     | ʔəj          |
| ឧ                      | ŏ                      | ʔ            |
| ឧក                     |                        |              |
| ឩ                      | ŭ                      | ʔu           |
| ឪ                      | ŏu                     | ʔɨw          |
| ឫ                      | rœ̆                     | ʔrɨ          |
| ឬ                      | rœ                     | ʔrɨː         |
| ឭ                      | lœ̆                     | ʔlɨ          |
| ឮ                      | lœ                     | ʔlɨː         |
| ឯ                      | é                      | ʔae; ʔɛː,ʔeː |
| ឰ                      | ai                     | ʔaj          |
| ឱ ឲ                    | aô, aôy                | ʔaːo         |
| ឳ                      | âu                     | ʔaw          |

## Numerales
| Numerales jemeres | ០ | ១ | ២ | ៣ | ៤ | ៥ | ៦ | ៧ | ៨ | ៩ | ១០ | numerales arábigos | 0 | 1 | 2 | 3 | 4 | 5 | 6 | 7 | 8 | 9 | 10 |